# Ommatoiulus rutilans
Ommatoiulus rutilans är en mångfotingart som först beskrevs av Carl Ludwig Koch 1847.  Ommatoiulus rutilans ingår i släktet Ommatoiulus och familjen kejsardubbelfotingar. Inga underarter finns listade i Catalogue of Life.

## Bildgalleri

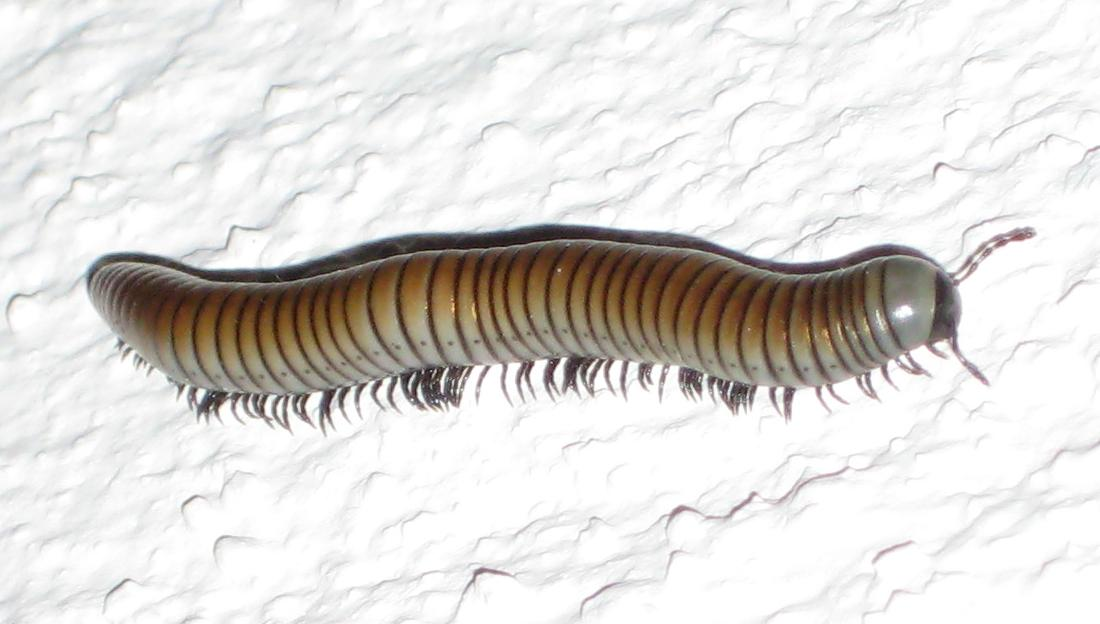